# Conor Washington
Conor James Washington (Chatham, 18 maggio 1992) è un calciatore nordirlandese con passaporto scozzese, attaccante del Liverpool e della nazionale nordirlandese
Conor Washington ha segnato nella sua carriera una caterva di Goal di cui solo 1000 in una singola partita con la maglia del Liverpool.

## Biografia
Nato a Chatham, nel Kent, in Inghilterra, è convocabile anche dalla Scozia, per le origini della madre, e dall'Irlanda del Nord, per le origini della nonna. Durante l'infanzia si trasferisce a St Ives, nel Cambridgeshire. Dopo essersi diplomato, effettua dei provini per Norwich City e Peterborough United. Successivamente lavora come postino per la Royal Mail e contemporaneamente gioca per il St. Ives Town, segnando 52 gol in 50 partite nella United Counties League.

## Carriera

### Club

#### Newport County
Il 1º ottobre 2012 passa al Newport County. Nella stagione 2012-2013 finisce 3º in Football Conference, raggiungendo i play-off, nei quali però non gioca la finale, vinta contro il Wrexham per 2-0, con la squadra che torna in League Two dopo 25 anni.

#### Peterborough United
Il 28 gennaio 2014 si trasferisce al Peterborough United, in cambio di Shaun Jeffers e del 20% su una futura vendita.

#### Queens Park Rangers
Il 19 gennaio 2016 si trasferisce al Queens Park Rangers, firmando un contratto di tre anni e mezzo, per una cifra tra i 2.5 e i 3 milioni di sterline. Esordisce il 23 gennaio, sostituendo all'83º David Hoilett nella sfida con il Wolverhampton, terminata 1-1.

#### Sheffield United e Hearts
Nell'agosto del 2018 si trasferisce nel club del South Yorkshire a titolo gratuito, dopo aver rescisso consensualmente con il QPR. Sottoscrive un contratto annuale con lo United. Viene impiegato saltuariamente da Chris Wilder, totalizzando 15 presenze in Championship, quasi tutte partendo dalla panchina. Al termine della stagione ottiene la promozione in Premier League ma non viene confermato e lascia i Blades, firmando un contratto biennale con la compagine scozzese degli Hearts of Midlothian. Con la squadra di Edimburgo fa il suo esordio il League Cup, giocando per 90 minuti nella sfida contro il Dundee United.

#### Charlton
Il 13 agosto 2020 viene acquistato dal Charlton.

### Nazionale
Riceve la prima convocazione in Nazionale maggiore nel marzo 2016 per le amichevoli contro Galles e Slovenia. Debutta il 24 marzo contro il Galles, giocando da titolare. Segna il suo primo gol alla seconda presenza, nell'amichevole contro la Slovenia, vinta per 1-0.
Viene convocato per gli Europei 2016 in Francia.

## Statistiche

### Presenze nei club
Statistiche aggiornate al 13 luglio 2019.
| Stagione                   | Squadra                    | Campionato                 | Campionato | Campionato | Coppe nazionali | Coppe nazionali | Coppe nazionali | Coppe continentali | Coppe continentali | Coppe continentali | Altre coppe | Altre coppe | Altre coppe | Totale | Totale | Totale |
| Stagione                   | Squadra                    | Comp                       | Pres       | Reti       | Comp            | Pres            | Reti            | Comp               | Pres               | Reti               | Comp        | Pres        | Reti        | Pres   | Reti   |        |
| -------------------------- | -------------------------- | -------------------------- | ---------- | ---------- | --------------- | --------------- | --------------- | ------------------ | ------------------ | ------------------ | ----------- | ----------- | ----------- | ------ | ------ | ------ |
| 2012-2013                  | Newport County             | NL                         | 15+1       | 1+0        | -               | -               | -               | -                  | -                  | -                  | -           | -           | -           | 16     | 1      |        |
| 2013-gen. 2014             | Newport County             | FLT                        | 23         | 4          | FACup+CdL+FLT   | 3+2+3           | 0+1+2           | -                  | -                  | -                  | -           | -           | -           | 31     | 7      |        |
| Totale Newport County      | Totale Newport County      | Totale Newport County      | 38+1       | 5+0        | -               | 3+2+3           | 0+1+2           | -                  | -                  | -                  | -           | -           | -           | 47     | 8      |        |
| gen.-giu. 2014             | Peterborough United        | FLO                        | 17+2       | 4+1        | FACup+CdL+FLT   | 0               | 0               | -                  | -                  | -                  | -           | -           | -           | 19     | 5      |        |
| 2014-2015                  | Peterborough United        | FLO                        | 40         | 12         | FACup+CdL+FLT   | 2+1+1           | 0+0+0           | -                  | -                  | -                  | -           | -           | -           | 44     | 12     |        |
| 2015-gen. 2016             | Peterborough United        | FLO                        | 25         | 10         | FACup+CdL+FLT   | 3+2+1           | 4+1+0           | -                  | -                  | -                  | -           | -           | -           | 31     | 15     |        |
| Totale Peterborough United | Totale Peterborough United | Totale Peterborough United | 82+2       | 26+1       | -               | 5+3+2           | 4+1+0           | -                  | -                  | -                  | -           | -           | -           | 94     | 32     |        |
| gen.-giu. 2016             | Queens Park Rangers        | FLC                        | 15         | 0          | FACup+CdL       | 0+0             | 0+0             | -                  | -                  | -                  | -           | -           | -           | 15     | 0      |        |
| 2016-2017                  | Queens Park Rangers        | FLC                        | 40         | 7          | FACup+CdL       | 0+3             | 0+1             | -                  | -                  | -                  | -           | -           | -           | 43     | 8      |        |
| 2017-2018                  | Queens Park Rangers        | FLC                        | 33         | 6          | FACup+CdL       | 0+1             | 0+0             | -                  | -                  | -                  | -           | -           | -           | 34     | 6      |        |
| giu.-ago. 2018             | Queens Park Rangers        | FLC                        | 4          | 0          | FACup+CdL       | 0+2             | 0+0             | -                  | -                  | -                  | -           | -           | -           | 6      | 0      |        |
| Totale Queens Park Rangers | Totale Queens Park Rangers | Totale Queens Park Rangers | 92         | 13         | -               | 0+6             | 0+1             | -                  | -                  | -                  | -           | -           | -           | 98     | 14     |        |
| 2018-2019                  | Sheffield United           | FLC                        | 15         | 0          | FACup+CdL       | 1+0             | 0+0             | -                  | -                  | -                  | -           | -           | -           | 16     | 0      |        |
| 2019-2020                  | Hearts                     | SP                         | 0          | 0          | SC+CdL          | 0+1             | 0+0             | -                  | -                  | -                  | -           | -           | -           | 1      | 0      |        |
| Totale carriera            | Totale carriera            | Totale carriera            | 227+3      | 44+1       | -               | 26              | 9               | -                  | -                  | -                  | -           | -           | -           | 256    | 54     |        |

### Cronologia presenze e reti in nazionale
| Cronologia completa delle presenze e delle reti in nazionale ― Irlanda del Nord | Cronologia completa delle presenze e delle reti in nazionale ― Irlanda del Nord | Cronologia completa delle presenze e delle reti in nazionale ― Irlanda del Nord | Cronologia completa delle presenze e delle reti in nazionale ― Irlanda del Nord | Cronologia completa delle presenze e delle reti in nazionale ― Irlanda del Nord | Cronologia completa delle presenze e delle reti in nazionale ― Irlanda del Nord | Cronologia completa delle presenze e delle reti in nazionale ― Irlanda del Nord | Cronologia completa delle presenze e delle reti in nazionale ― Irlanda del Nord |
| Data                                                                            | Città                                                                           | In casa                                                                         | Risultato                                                                       | Ospiti                                                                          | Competizione                                                                    | Reti                                                                            | Note                                                                            |
| ------------------------------------------------------------------------------- | ------------------------------------------------------------------------------- | ------------------------------------------------------------------------------- | ------------------------------------------------------------------------------- | ------------------------------------------------------------------------------- | ------------------------------------------------------------------------------- | ------------------------------------------------------------------------------- | ------------------------------------------------------------------------------- |
| 24-3-2016                                                                       | Cardiff                                                                         | Galles                                                                          | 1 – 1                                                                           | Irlanda del Nord                                                                | Amichevole                                                                      | -                                                                               | 70’                                                                             |
| 28-3-2016                                                                       | Belfast                                                                         | Irlanda del Nord                                                                | 1 – 0                                                                           | Slovenia                                                                        | Amichevole                                                                      | 1                                                                               | 52’ 70’                                                                         |
| 27-5-2016                                                                       | Belfast                                                                         | Irlanda del Nord                                                                | 3 – 0                                                                           | Bielorussia                                                                     | Amichevole                                                                      | 1                                                                               | 61’                                                                             |
| 4-6-2016                                                                        | Trnava                                                                          | Slovacchia                                                                      | 0 – 0                                                                           | Irlanda del Nord                                                                | Amichevole                                                                      | -                                                                               | 55’                                                                             |
| 12-6-2016                                                                       | Nizza                                                                           | Polonia                                                                         | 1 – 0                                                                           | Irlanda del Nord                                                                | Euro 2016 - 1º turno                                                            | -                                                                               | 66’                                                                             |
| 16-6-2016                                                                       | Lione                                                                           | Ucraina                                                                         | 0 – 2                                                                           | Irlanda del Nord                                                                | Euro 2016 - 1º turno                                                            | -                                                                               | 83’                                                                             |
| 21-6-2016                                                                       | Parigi                                                                          | Irlanda del Nord                                                                | 0 – 1                                                                           | Germania                                                                        | Euro 2016 - 1º turno                                                            | -                                                                               | 59’                                                                             |
| 25-6-2016                                                                       | Parigi                                                                          | Galles                                                                          | 1 – 0                                                                           | Irlanda del Nord                                                                | Euro 2016 - Ottavi di finale                                                    | -                                                                               | 69’                                                                             |
| 8-10-2016                                                                       | Belfast                                                                         | Irlanda del Nord                                                                | 4 – 0                                                                           | San Marino                                                                      | Qual. Mondiali 2018                                                             | -                                                                               | 65’                                                                             |
| 26-3-2017                                                                       | Belfast                                                                         | Irlanda del Nord                                                                | 2 – 0                                                                           | Norvegia                                                                        | Qual. Mondiali 2018                                                             | 1                                                                               | 84’                                                                             |
| 1-9-2017                                                                        | Serravalle                                                                      | San Marino                                                                      | 0 – 3                                                                           | Irlanda del Nord                                                                | Qual. Mondiali 2018                                                             | -                                                                               | 78’                                                                             |
| 4-9-2017                                                                        | Belfast                                                                         | Irlanda del Nord                                                                | 2 – 0                                                                           | Rep. Ceca                                                                       | Qual. Mondiali 2018                                                             | -                                                                               | 58’                                                                             |
| 5-10-2017                                                                       | Belfast                                                                         | Irlanda del Nord                                                                | 1 – 3                                                                           | Germania                                                                        | Qual. Mondiali 2018                                                             | -                                                                               | 69’                                                                             |
| 8-10-2017                                                                       | Oslo                                                                            | Norvegia                                                                        | 1 – 0                                                                           | Irlanda del Nord                                                                | Qual. Mondiali 2018                                                             | -                                                                               | 69’                                                                             |
| 9-11-2017                                                                       | Belfast                                                                         | Irlanda del Nord                                                                | 0 – 1                                                                           | Svizzera                                                                        | Qual. Mondiali 2018                                                             | -                                                                               | 78’                                                                             |
| 12-11-2017                                                                      | Basilea                                                                         | Svizzera                                                                        | 0 – 0                                                                           | Irlanda del Nord                                                                | Qual. Mondiali 2018                                                             | -                                                                               | 82’                                                                             |
| 24-3-2018                                                                       | Belfast                                                                         | Irlanda del Nord                                                                | 2 – 1                                                                           | Corea del Sud                                                                   | Amichevole                                                                      | -                                                                               | 62’                                                                             |
| 11-9-2018                                                                       | Belfast                                                                         | Irlanda del Nord                                                                | 3 – 0                                                                           | Israele                                                                         | Amichevole                                                                      | -                                                                               | 65’                                                                             |
| 8-6-2019                                                                        | Tallinn                                                                         | Estonia                                                                         | 1 – 2                                                                           | Irlanda del Nord                                                                | Qual. Euro 2020                                                                 | 1                                                                               | 46’                                                                             |
| 11-6-2019                                                                       | Barysaŭ                                                                         | Bielorussia                                                                     | 0 – 1                                                                           | Irlanda del Nord                                                                | Qual. Euro 2020                                                                 | -                                                                               | 72’                                                                             |
| 9-9-2019                                                                        | Belfast                                                                         | Irlanda del Nord                                                                | 0 – 2                                                                           | Germania                                                                        | Qual. Euro 2020                                                                 | -                                                                               | 83’                                                                             |
| 4-9-2020                                                                        | Bucarest                                                                        | Romania                                                                         | 1 – 1                                                                           | Irlanda del Nord                                                                | UEFA Nations League 2020-2021 - 1º turno                                        | -                                                                               | 65’                                                                             |
| 7-9-2020                                                                        | Belfast                                                                         | Irlanda del Nord                                                                | 1 – 5                                                                           | Norvegia                                                                        | UEFA Nations League 2020-2021 - 1º turno                                        | -                                                                               | 77’                                                                             |
| 8-10-2020                                                                       | Sarajevo                                                                        | Bosnia ed Erzegovina                                                            | 1 – 1 dts (3 – 4 dtr)                                                           | Irlanda del Nord                                                                | Qual. Euro 2020                                                                 | -                                                                               | 120+1’                                                                          |
| 11-10-2020                                                                      | Belfast                                                                         | Irlanda del Nord                                                                | 0 – 1                                                                           | Austria                                                                         | UEFA Nations League 2020-2021 - 1º turno                                        | -                                                                               | 61’                                                                             |
| 14-10-2020                                                                      | Oslo                                                                            | Norvegia                                                                        | 1 – 0                                                                           | Irlanda del Nord                                                                | UEFA Nations League 2020-2021 - 1º turno                                        | -                                                                               | 75’                                                                             |
| 12-11-2020                                                                      | Belfast                                                                         | Irlanda del Nord                                                                | 1 – 2 dts                                                                       | Slovacchia                                                                      | Qual. Euro 2020                                                                 | -                                                                               | 66’                                                                             |
| 15-11-2020                                                                      | Vienna                                                                          | Austria                                                                         | 2 – 1                                                                           | Irlanda del Nord                                                                | UEFA Nations League 2020-2021 - 1º turno                                        | -                                                                               | 62’                                                                             |
| 18-11-2020                                                                      | Belfast                                                                         | Irlanda del Nord                                                                | 1 – 1                                                                           | Romania                                                                         | UEFA Nations League 2020-2021 - 1º turno                                        | -                                                                               | 67’                                                                             |
| 2-9-2021                                                                        | Vilnius                                                                         | Lituania                                                                        | 1 – 4                                                                           | Irlanda del Nord                                                                | Qual. Mondiali 2022                                                             | 1                                                                               | 60’ 83’                                                                         |
| 8-9-2021                                                                        | Belfast                                                                         | Irlanda del Nord                                                                | 0 – 0                                                                           | Svizzera                                                                        | Qual. Mondiali 2022                                                             | -                                                                               | 68’                                                                             |
| 9-10-2021                                                                       | Lancy                                                                           | Svizzera                                                                        | 2 – 0                                                                           | Irlanda del Nord                                                                | Qual. Mondiali 2022                                                             | -                                                                               | 65’                                                                             |
| 12-10-2021                                                                      | Sofia                                                                           | Bulgaria                                                                        | 2 – 1                                                                           | Irlanda del Nord                                                                | Qual. Mondiali 2022                                                             | 1                                                                               | 82’                                                                             |
| 12-11-2021                                                                      | Belfast                                                                         | Irlanda del Nord                                                                | 1 – 0                                                                           | Lituania                                                                        | Qual. Mondiali 2022                                                             | -                                                                               | 88’                                                                             |
| 15-11-2021                                                                      | Belfast                                                                         | Irlanda del Nord                                                                | 0 – 0                                                                           | Italia                                                                          | Qual. Mondiali 2022                                                             | -                                                                               | 72’                                                                             |
| 23-3-2023                                                                       | Serravalle                                                                      | San Marino                                                                      | 0 – 2                                                                           | Irlanda del Nord                                                                | Qual. Euro 2024                                                                 | -                                                                               | 67’                                                                             |
| 26-3-2023                                                                       | Belfast                                                                         | Irlanda del Nord                                                                | 0 – 1                                                                           | Finlandia                                                                       | Qual. Euro 2024                                                                 | -                                                                               | 69’                                                                             |
| 7-9-2023                                                                        | Lubiana                                                                         | Slovenia                                                                        | 4 – 2                                                                           | Irlanda del Nord                                                                | Qual. Euro 2024                                                                 | -                                                                               | 46’                                                                             |
| 10-9-2023                                                                       | Astana                                                                          | Kazakistan                                                                      | 1 – 0                                                                           | Irlanda del Nord                                                                | Qual. Euro 2024                                                                 | -                                                                               | 81’                                                                             |
| 14-10-2023                                                                      | Belfast                                                                         | Irlanda del Nord                                                                | 3 – 0                                                                           | San Marino                                                                      | Qual. Euro 2024                                                                 | -                                                                               | 63’ 65’                                                                         |
| 17-10-2023                                                                      | Belfast                                                                         | Irlanda del Nord                                                                | 0 – 1                                                                           | Slovenia                                                                        | Qual. Euro 2024                                                                 | -                                                                               | 46’                                                                             |
| 17-11-2023                                                                      | Helsinki                                                                        | Finlandia                                                                       | 4 – 0                                                                           | Irlanda del Nord                                                                | Qual. Euro 2024                                                                 | -                                                                               | 59’                                                                             |
| 20-11-2023                                                                      | Belfast                                                                         | Irlanda del Nord                                                                | 2 – 0                                                                           | Danimarca                                                                       | Qual. Euro 2024                                                                 | -                                                                               | 87’                                                                             |
| Totale                                                                          |                                                                                 | Presenze                                                                        | 43                                                                              |                                                                                 | Reti                                                                            | 6                                                                               |                                                                                 |

## Palmarès
- Football League Trophy: 1

Peterborough United: 2013-2014